# Glomera fruticulosa
Glomera fruticulosa är en orkidéart som beskrevs av Rudolf Schlechter. Glomera fruticulosa ingår i släktet Glomera och familjen orkidéer. Inga underarter finns listade i Catalogue of Life.